# Bologna Football Club 1949-1950
Questa voce raccoglie le informazioni riguardanti il Bologna Football Club nelle competizioni ufficiali della stagione 1949-1950.

## Stagione
Nella stagione 1949-50 il Bologna nel campionato di Serie A con 32 punti in classifica si è piazzato in quindicesima posizione. Lo scudetto è stato vinto dalla Juventus con 62 punti, secondo il Milan con 57 punti, terzo l'Internazionale con 49 punti.

## Divise
La stagione corrente — quarantennio della fondazione societaria — è quella del ritorno agli albori; le maglie sono identiche a quelle delle prime stagioni successive al 1910, solamente i calzettoni presentano una banda in più, oltretutto la prima volta che accade. La divisa da trasferta è verde.
| Casa | Trasferta |

## Rosa
| N. |                      | Ruolo | Calciatore           |
| -- | -------------------- | ----- | -------------------- |
|    | Italia (bandiera)    | P     | Angelo Boccardi      |
|    | Italia (bandiera)    | P     | Glauco Vanz          |
|    | Italia (bandiera)    | D     | Dino Ballacci        |
|    | Italia (bandiera)    | D     | Guglielmo Giovannini |
|    | Italia (bandiera)    | D     | Luigi Cingolani      |
|    | Italia (bandiera)    | D     | Secondo Ricci        |
|    | Italia (bandiera)    | D     | Antonio Zani         |
|    | Italia (bandiera)    | C     | Gianmarco Mezzadri   |
|    | Italia (bandiera)    | C     | Franco Marchi        |
|    | Danimarca (bandiera) | C     | Ivan Jensen          |
|    | Italia (bandiera)    | C     | Giorgio Visconti     |

| N. |                     | Ruolo | Calciatore          |
| -- | ------------------- | ----- | ------------------- |
|    | Italia (bandiera)   | A     | Cesarino Cervellati |
|    | Italia (bandiera)   | A     | Corrado Bernicchi   |
|    | Ungheria (bandiera) | A     | István Mike Mayer   |
|    | Italia (bandiera)   | A     | Gino Cappello       |
|    | Italia (bandiera)   | A     | Carlo Matteucci     |
|    | Italia (bandiera)   | A     | Mario Gritti        |
|    | Italia (bandiera)   | A     | Sauro Taiti         |
|    | Italia (bandiera)   | A     | Mario Tacconi       |
|    | Uruguay (bandiera)  | A     | José García         |
|    | Italia (bandiera)   | A     | Alberto Bonaretti   |

## Risultati

### Campionato

#### Girone di andata
| Arbitro: | Pieri (Trieste) |

|                       |           |                                                                                      |
| Cappello 58’ Mike 69’ | Marcatori | 19’ K. Hansen 27’, 29’ Sørensen 46’ (rig.) K. Hansen 64’ Randon 82’ (rig.) K. Hansen |

| Arbitro: | Camiolo (Milano) |

|                                   |           |                    |
| Vörös 29’ Stradella 58’ Vörös 65’ | Marcatori | 12’ Taiti 83’ Mike |

| Arbitro: | Agnolin (Bassano del Grappa) |

|                                            |           |             |
| Cervellati 19’ Cappello 27’ Cervellati 84’ | Marcatori | 17’ Turbeky |

| Arbitro: | Cambi (Livorno) |

|                          |           |              |
| Marzani 24’ Vycpalek 60’ | Marcatori | 90’ Cappello |

| Arbitro: | Gamba (Napoli) |

|                                   |           |          |
| Spartano 48’ Tontodonati 76’, 80’ | Marcatori | 89’ Mike |

| Arbitro: | Scotto (Savona) |

|                |           |           |
| Cervellati 86’ | Marcatori | 52’ Piola |

| Arbitro: | Cicardi (Lecco) |

|          |           |            |
| Mike 26’ | Marcatori | 71’ Ispiro |

| Arbitro: | Bertolio (Torino) |

|                                      |           |  |
| Dalla Torre 35’ Nagy 40’ Galassi 88’ | Marcatori |  |

| Bologna 30 ottobre 1949 9ª giornata | Bologna        | 0 – 0 | Genoa | Stadio Comunale\| Arbitro: \| Dattilo (Roma) \| |
| Arbitro:                            | Dattilo (Roma) |       |       |                                                 |

| Arbitro: | Savio (Torino) |

|                        |           |                       |
| Ghiandi 37’ Susmel 53’ | Marcatori | 28’ Visconti 41’ Mike |

| Bologna 13 novembre 1949 11ª giornata | Bologna          | 0 – 0 | Lazio | Stadio Comunale\| Arbitro: \| Tassini (Verona) \| |
| Arbitro:                              | Tassini (Verona) |       |       |                                                   |

| Arbitro: | Bertolio (Torino) |

|                      |           |                   |
| Bassetto 23’ Gei 62’ | Marcatori | 64’ (rig.) Marchi |

| Arbitro: | Matucci (Seregno) |

|                                                      |           |               |
| Taiti 30’ Mike 35’, 37’ Cervellati 39’ Mike 66’, 76’ | Marcatori | 77’ Bercarich |

| Arbitro: | Scotto (Savona) |

|                                       |           |            |
| Santos 33’ Carapellese 71’ Santos 89’ | Marcatori | 60’ Marchi |

| Arbitro: | Pieri (Trieste) |

|  |           |           |
|  | Marcatori | 9’ Burini |

| Padova 18 dicembre 1949 16ª giornata | Padova           | 0 – 0 | Bologna | Stadio Silvio Appiani\| Arbitro: \| Orlandini (Roma) \| |
| Arbitro:                             | Orlandini (Roma) |       |         |                                                         |

| Arbitro: | Agnolin (Bassano del Grappa) |

|  |           |                                             |
|  | Marcatori | 3’, 12’ Martino 62’ J. Hansen 82’ Boniperti |

| Arbitro: | Bertolio (Torino) |

|                       |           |          |
| Amadei 8’ Nyers I 52’ | Marcatori | 40’ Mike |

| Arbitro: | Tassini (Verona) |

|              |           |            |
| Cattaneo 17’ | Marcatori | 27’ García |

#### Girone di ritorno
| Arbitro: | Pieri (Trieste) |

|              |           |                     |
| K. Hansen 3’ | Marcatori | 30’ (aut.) Dalmonte |

| Arbitro: | Parpaiola (Padova) |

|                       |           |  |
| Gritti 16’ Marchi 65’ | Marcatori |  |

| Arbitro: | Massai (Pisa) |

|                                             |           |                                           |
| Borra 54’ (rig.) La Rosa 61’ Turconi II 90’ | Marcatori | 20’ (aut.) Fossati 79’ Gritti 89’ Tacconi |

| Arbitro: | Tassini (Verona) |

|              |           |            |
| Cappello 55’ | Marcatori | 23’ Gimona |

| Arbitro: | Liverani (Torino) |

|                   |           |           |
| Cervellati 4’, 5’ | Marcatori | 86’ Zecca |

| Arbitro: | Agnolin (Bassano del Grappa) |

|              |           |                            |
| Mainardi 51’ | Marcatori | 24’ Cappello 53’ Matteucci |

| Trieste 23 febbraio 1950 26ª giornata | Triestina       | 0 – 0 | Bologna | Stadio Comunale\| Arbitro: \| Cicardi (Lecco) \| |
| Arbitro:                              | Cicardi (Lecco) |       |         |                                                  |

| Arbitro: | Bertolio (Torino) |

|                             |           |          |
| Cervellati 18’ Cappello 45’ | Marcatori | 2’ Janda |

| Arbitro: | Dattilo (Roma) |

|                           |           |                            |
| Formentin 21’ Aballay 33’ | Marcatori | 43’ Bernicchi 79’ Cappello |

| Arbitro: | Agnolin (Bassano del Grappa) |

|                            |           |                              |
| Cappello 28’ Bernicchi 80’ | Marcatori | 23’ Meroni 36’ (rig.) Susmel |

| Arbitro: | Scotto (Savona) |

|                                 |           |               |
| Hofling 18’, 42’ Puccinelli 61’ | Marcatori | 72’, 83’ Mike |

| Arbitro: | Bertolio (Torino) |

|                |           |  |
| Cervellati 34’ | Marcatori |  |

| Arbitro: | Cappucci (Roma) |

|           |           |          |
| Golob 13’ | Marcatori | 25’ Mike |

| Arbitro: | Orlandini (Roma) |

|                                               |           |                              |
| Cervellati 3’, 56’ Cappello 76’, 77’ Mike 79’ | Marcatori | 52’ Frizzi 68’ (rig.) Santos |

| Arbitro: | Massai (Pisa) |

|                        |           |  |
| Nordahl 11’ Burini 72’ | Marcatori |  |

| Bologna 7 maggio 1950 35ª giornata | Bologna        | 0 – 0 | Padova | Stadio Comunale\| Arbitro: \| Savio (Torino) \| |
| Arbitro:                           | Savio (Torino) |       |        |                                                 |

| Arbitro: | Orlandini (Roma) |

|                               |           |                           |
| J. Hansen 31’, 40’ Praest 47’ | Marcatori | 44’ Jensen 48’ Cervellati |

| Arbitro: | Dattilo (Roma) |

|                 |           |                                 |
| García 63’, 79’ | Marcatori | 7’ Wilkes 38’ Amadei 55’ Wilkes |

| Arbitro: | Marchetti (Milano) |

|               |           |              |
| Matteucci 18’ | Marcatori | 78’ Cattaneo |

## Statistiche

### Statistiche di squadra
| Competizione | Punti | In casa | In casa | In casa | In casa | In casa | In casa | In trasferta | In trasferta | In trasferta | In trasferta | In trasferta | In trasferta | Totale | Totale | Totale | Totale | Totale | Totale | DR |
| Competizione | Punti | G       | V       | N       | P       | Gf      | Gs      | G            | V            | N            | P            | Gf           | Gs           | G      | V      | N      | P      | Gf     | Gs     | DR |
| ------------ | ----- | ------- | ------- | ------- | ------- | ------- | ------- | ------------ | ------------ | ------------ | ------------ | ------------ | ------------ | ------ | ------ | ------ | ------ | ------ | ------ | -- |
| Serie A      | 32    | 19      | 7       | 8       | 4       | 31      | 26      | 19           | 1            | 8            | 10           | 23           | 37           | 38     | 8      | 16     | 14     | 54     | 63     | -9 |

### Statistiche dei giocatori
| Giocatore        | Serie A  | Serie A |
| Giocatore        | Presenze | Reti    |
| ---------------- | -------- | ------- |
| D. Ballacci      | 36       | 0       |
| C. Bernicchi     | 28       | 2       |
| A. Boccardi      | 30       | -46     |
| A. Bonaretti     | 4        | 0       |
| G. Cappello (IV) | 26       | 10      |
| C. Cervellati    | 30       | 11      |
| L. Cingolani     | 4        | 0       |
| J. Garcia        | 11       | 3       |
| G. Giovannini    | 35       | 0       |
| M. Gritti        | 21       | 2       |
| I. Jensen        | 26       | 1       |
| F. Marchi        | 31       | 3       |
| C. Matteucci     | 22       | 2       |
| G. Mezzadri      | 38       | 0       |
| I. Mike          | 27       | 14      |
| S. Ricci         | 1        | 0       |
| M. Tacconi       | 13       | 1       |
| S. Taiti         | 17       | 2       |
| G. Vanz          | 8        | -17     |
| G. Visconti      | 10       | 1       |